# Guido Crosetto
Guido Crosetto (né le 19 septembre 1963 à Coni) est un homme politique italien. Sous-secrétaire d'État à la Défense de 2008 à 2011 dans le gouvernement Berlusconi IV, coordinateur du parti Frères d'Italie depuis 2018, il est depuis octobre 2022 ministre de la Défense dans le gouvernement Meloni.

## Biographie
Guido Crosetto étudie l'économie et le commerce à l'université de Turin. Il est maire de la commune de Marene de 1990 à 2001, conseiller provincial de Coni à partir de 1999 et député depuis 2001.
Ancien responsable économique de Forza Italia, il effectue des déclarations hostiles à Giulio Tremonti le 26 juin 2011. Il déclare notamment : « Les ébauches de la loi de finances rectificatives de Giulio Tremonti devraient être analysées par un psychiatre » et démontrent que l'actuel ministre de l'Économie veut seulement « trouver un moyen de faire sauter la banque et le gouvernement », en soulignant que le seul ministère qui n'ait pas subi de coupes claires est celui de l'Économie.
Il estime que l'Italie est en état de « coma pharmaceutique ». Au lieu d'aider comme annoncé les PME, souligne encore l'actuel député du PdL, il a surtout privilégié les grandes banques et les grands groupes. Il lui reproche également de vouloir s'attaquer aux privilèges des voitures de service et des avions loués par le gouvernement tandis que le ministère de l'Économie dispose d'un pouvoir de nomination de plusieurs milliers de fonctionnaires par an et de choses moins évidentes sur lesquelles le Trésor n'a jamais demandé son avis à personne. Cette déclaration est reprise par la presse italienne, comme illustrer l'agonie du gouvernement à l'agonie, qui selon l'opposition est en train.[pas clair]
En répondant à un journaliste de Libero, Franco Bechis, le 7 novembre 2011, il traite Silvio Berlusconi de « testa di cazzo » (« tête de nœud »), en indiquant que dès que le président du Conseil quittera Milan pour Rome, il donnera la démission de son gouvernement. Il reconnaît, après avoir démenti, cette insulte comme faisant partie de son langage habituel. En décembre 2012, il quitte le PdL pour adhérer comme dirigeant à Frères d'Italie - Centre-droit national, dont il devient pro tempore le coordinateur national, puis député à la suite des élections générales de 2013.
Il est depuis octobre 2022 ministre de la Défense dans le gouvernement Meloni.
En mars 2025, il signe avec le PDJ de Baykar, Selçuk Bayraktar, un contrat qui renforce la coopération entre l’Italie et la Turquie, deux pays membre de l’OTAN.